# Cincinnati Open 2019 - Qualificazioni singolare maschile
Le qualificazioni del singolare maschile del Cincinnati Open 2019 sono state un torneo di tennis preliminare per accedere alla fase finale della manifestazione. I vincitori dell'ultimo turno sono entrati di diritto nel tabellone principale. In caso di ritiro di uno o più giocatori aventi diritto a questi sono subentrati i lucky loser, ossia i giocatori che hanno perso nell'ultimo turno ma che avevano una classifica più alta rispetto agli altri partecipanti che avevano comunque perso nel turno finale.

## Teste di serie
1. Michail Kukuškin (ultimo turno, lucky loser)
2. João Sousa (ultimo turno, lucky loser)
3. Pablo Carreño Busta (qualificato)
4. Daniel Evans (primo turno)
5. Márton Fucsovics (primo turno)
6. Casper Ruud (qualificato)
7. Miomir Kecmanović (qualificato)

1. Cameron Norrie (primo turno)
2. Federico Delbonis (ultimo turno, lucky loser)
3. John Millman (primo turno)
4. Feliciano López (ultimo turno)
5. Andrej Rublëv (qualificato)
6. Aleksandr Bublik (primo turno)
7. Tennys Sandgren (primo turno)

## Qualificati
1. Andrej Rublëv
2. Yoshihito Nishioka
3. Pablo Carreño Busta
4. Ivo Karlović

1. Denis Kudla
2. Casper Ruud
3. Miomir Kecmanović

### Lucky loser
1. Michail Kukuškin
2. João Sousa

1. Federico Delbonis

## Tabellone

### Legenda
| - Q = Qualificato - WC = Wild card - LL = Lucky loser | - ALT = Alternate - SE = Special Exempt - PR = Protected Ranking | - w/o = Walkover - r = Ritirato - d = Squalificato |

### Sezione 1
|  | Primo turno | Primo turno      | Primo turno   | Primo turno | Primo turno |  |  | Ultimo turno | Ultimo turno     | Ultimo turno | Ultimo turno | Ultimo turno |  |
|  |             |                  |               |             |             |  |  |              |                  |              |              |              |  |
|  | 1           | Michail Kukuškin | 65            | 6           | 6           |  |  |              |                  |              |              |              |  |
|  | WC          | Jack Sock        | 7             | 2           | 3           |  |  | 1            | Michail Kukuškin | 6            | 4            | 3            |  |
|  | Alt         | Bernard Tomić    | Bernard Tomić | 1           | r           |  |  | 12/Alt       | Andrej Rublëv    | 3            | 6            | 6            |  |
|  | 12/Alt      | Andrej Rublëv    | Andrej Rublëv | 2           |             |  |  |              |                  |              |              |              |  |

### Sezione 2
|  | Primo turno | Primo turno        | Primo turno        | Primo turno | Primo turno |  |  | Ultimo turno | Ultimo turno       | Ultimo turno | Ultimo turno | Ultimo turno |  |
|  |             |                    |                    |             |             |  |  |              |                    |              |              |              |  |
|  | 2           | João Sousa         | João Sousa         | 6           | 6           |  |  |              |                    |              |              |              |  |
|  | WC          | Sebastian Korda    | Sebastian Korda    | 3           | 3           |  |  | 2            | João Sousa         | 4            | 6            | 4            |  |
|  |             | Yoshihito Nishioka | Yoshihito Nishioka | 6           | 7           |  |  |              | Yoshihito Nishioka | 6            | 0            | 6            |  |
|  | 10          | John Millman       | John Millman       | 4           | 5           |  |  |              |                    |              |              |              |  |

### Sezione 3
|  | Primo turno | Primo turno         | Primo turno         | Primo turno | Primo turno |  |  | Ultimo turno | Ultimo turno        | Ultimo turno | Ultimo turno | Ultimo turno |  |
|  |             |                     |                     |             |             |  |  |              |                     |              |              |              |  |
|  | 3           | Pablo Carreño Busta | Pablo Carreño Busta | 6           | 6           |  |  |              |                     |              |              |              |  |
|  |             | Marius Copil        | Marius Copil        | 2           | 2           |  |  | 3            | Pablo Carreño Busta | 6            | 4            | 6            |  |
|  | WC          | Jeffrey John Wolf   | Jeffrey John Wolf   | 6           | 6           |  |  | WC           | Jeffrey John Wolf   | 3            | 6            | 2            |  |
|  | 13          | Aleksandr Bublik    | Aleksandr Bublik    | 3           | 3           |  |  |              |                     |              |              |              |  |

### Sezione 4
|  | Primo turno | Primo turno           | Primo turno | Primo turno | Primo turno |  |  | Ultimo turno | Ultimo turno          | Ultimo turno | Ultimo turno | Ultimo turno |  |
|  |             |                       |             |             |             |  |  |              |                       |              |              |              |  |
|  | 4           | Daniel Evans          | 62          | 6           | 1           |  |  |              |                       |              |              |              |  |
|  |             | Philipp Kohlschreiber | 7           | 1           | 6           |  |  |              | Philipp Kohlschreiber | 64           | 7            | 4            |  |
|  |             | Ivo Karlović          | 4           | 6           | 7           |  |  |              | Ivo Karlović          | 7            | 6(1)         | 6            |  |
|  | 14          | Tennys Sandgren       | 6           | 4           | 6           |  |  |              |                       |              |              |              |  |

### Sezione 5
|  | Primo turno | Primo turno      | Primo turno      | Primo turno | Primo turno |  |  | Ultimo turno | Ultimo turno   | Ultimo turno | Ultimo turno | Ultimo turno |  |
|  |             |                  |                  |             |             |  |  |              |                |              |              |              |  |
|  | 5           | Márton Fucsovics | Márton Fucsovics | 1           | 4           |  |  |              |                |              |              |              |  |
|  |             | Alexei Popyrin   | Alexei Popyrin   | 6           | 6           |  |  |              | Alexei Popyrin | 3            | 6            | 4            |  |
|  |             | Denis Kudla      | Denis Kudla      | 6           | 6           |  |  |              | Denis Kudla    | 6            | 4            | 6            |  |
|  | 8           | Cameron Norrie   | Cameron Norrie   | 3           | 4           |  |  |              |                |              |              |              |  |

### Sezione 6
|  | Primo turno | Primo turno       | Primo turno   | Primo turno | Primo turno |  |  | Ultimo turno | Ultimo turno      | Ultimo turno | Ultimo turno | Ultimo turno |  |
|  |             |                   |               |             |             |  |  |              |                   |              |              |              |  |
|  | 6           | Casper Ruud       | Casper Ruud   | 7           | 7           |  |  |              |                   |              |              |              |  |
|  |             | Bradley Klahn     | Bradley Klahn | 65          | 5           |  |  | 6            | Casper Ruud       | 65           | 7            | 6            |  |
|  | WC          | John McNally      | 6             | 0           | 2           |  |  | 9            | Federico Delbonis | 7            | 5            | 3            |  |
|  | 9           | Federico Delbonis | 3             | 6           | 6           |  |  |              |                   |              |              |              |  |

### Sezione 7
|  | Primo turno | Primo turno       | Primo turno       | Primo turno | Primo turno |  |  | Ultimo turno | Ultimo turno      | Ultimo turno      | Ultimo turno | Ultimo turno |  |
|  |             |                   |                   |             |             |  |  |              |                   |                   |              |              |  |
|  | 7           | Miomir Kecmanović | Miomir Kecmanović | 6           | 6           |  |  |              |                   |                   |              |              |  |
|  | Alt         | Antoine Hoang     | Antoine Hoang     | 3           | 4           |  |  | 7            | Miomir Kecmanović | Miomir Kecmanović | 7            | 6            |  |
|  |             | Lloyd Harris      | 6                 | 2           | 2           |  |  | 11           | Feliciano López   | Feliciano López   | 65           | 0            |  |
|  | 11          | Feliciano López   | 3                 | 6           | 6           |  |  |              |                   |                   |              |              |  |